# Farger Straße (Bremen)

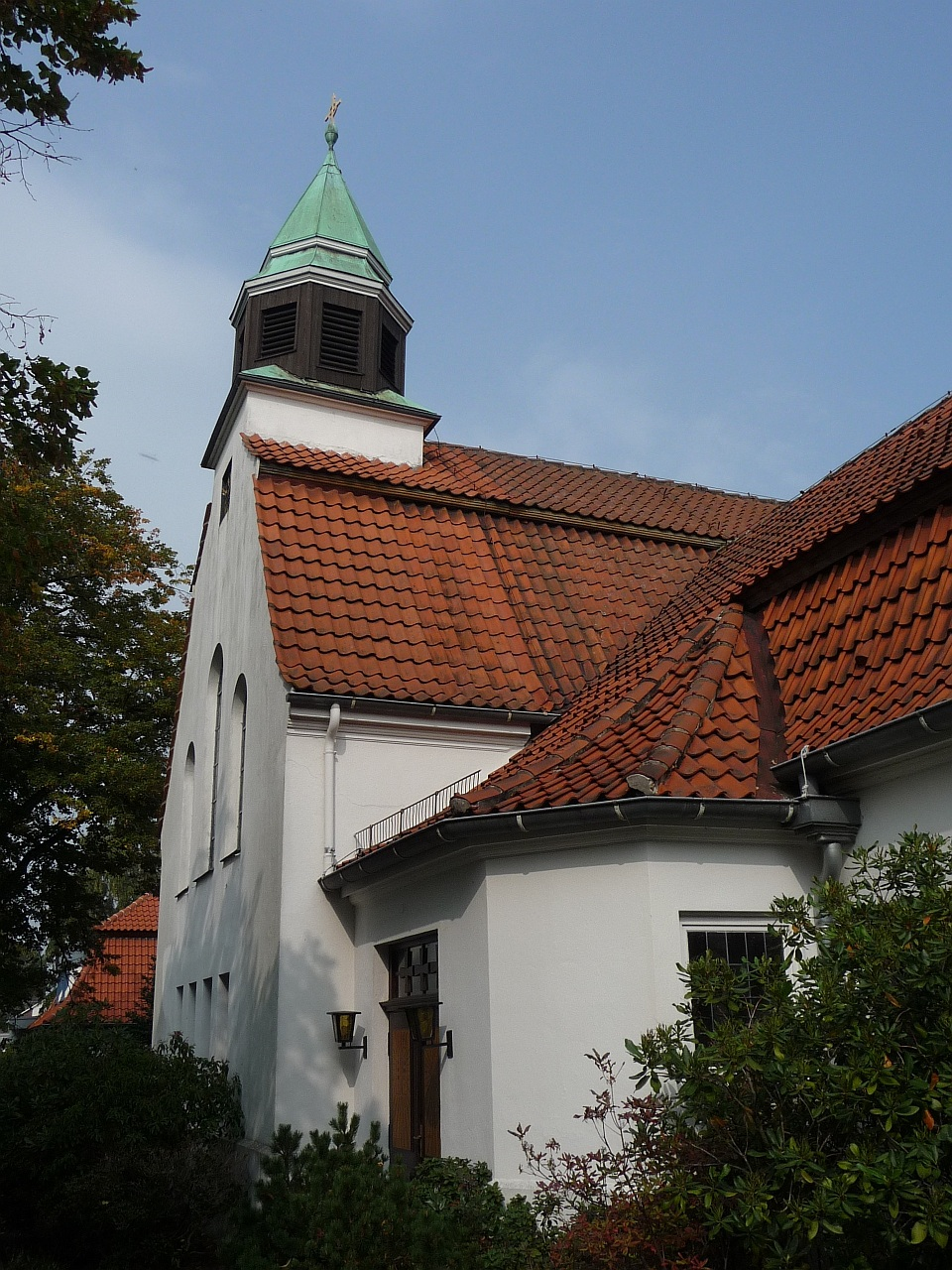
Kirche Rönnebeck-Farge

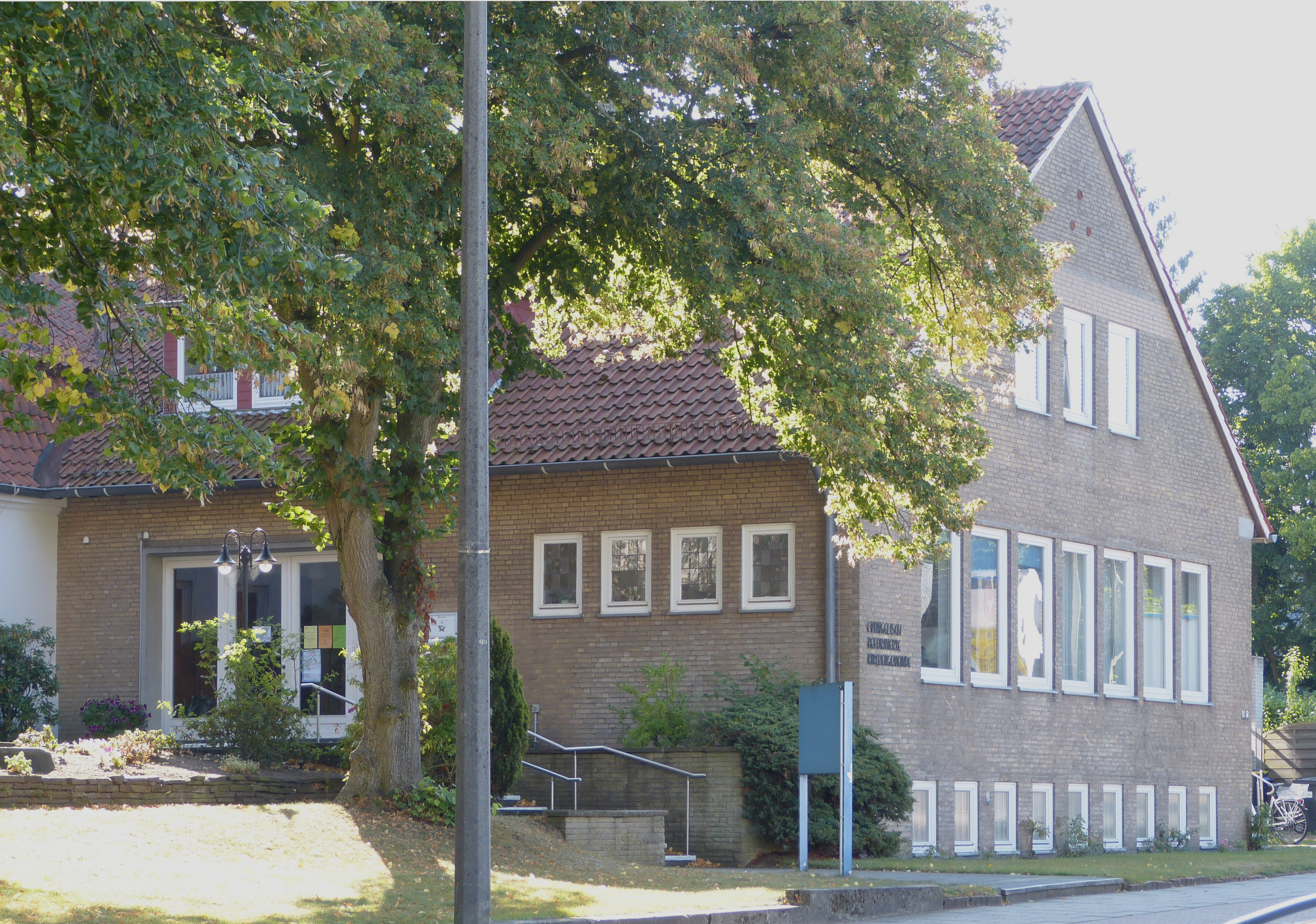
Nr. 19: Gemeindehaus

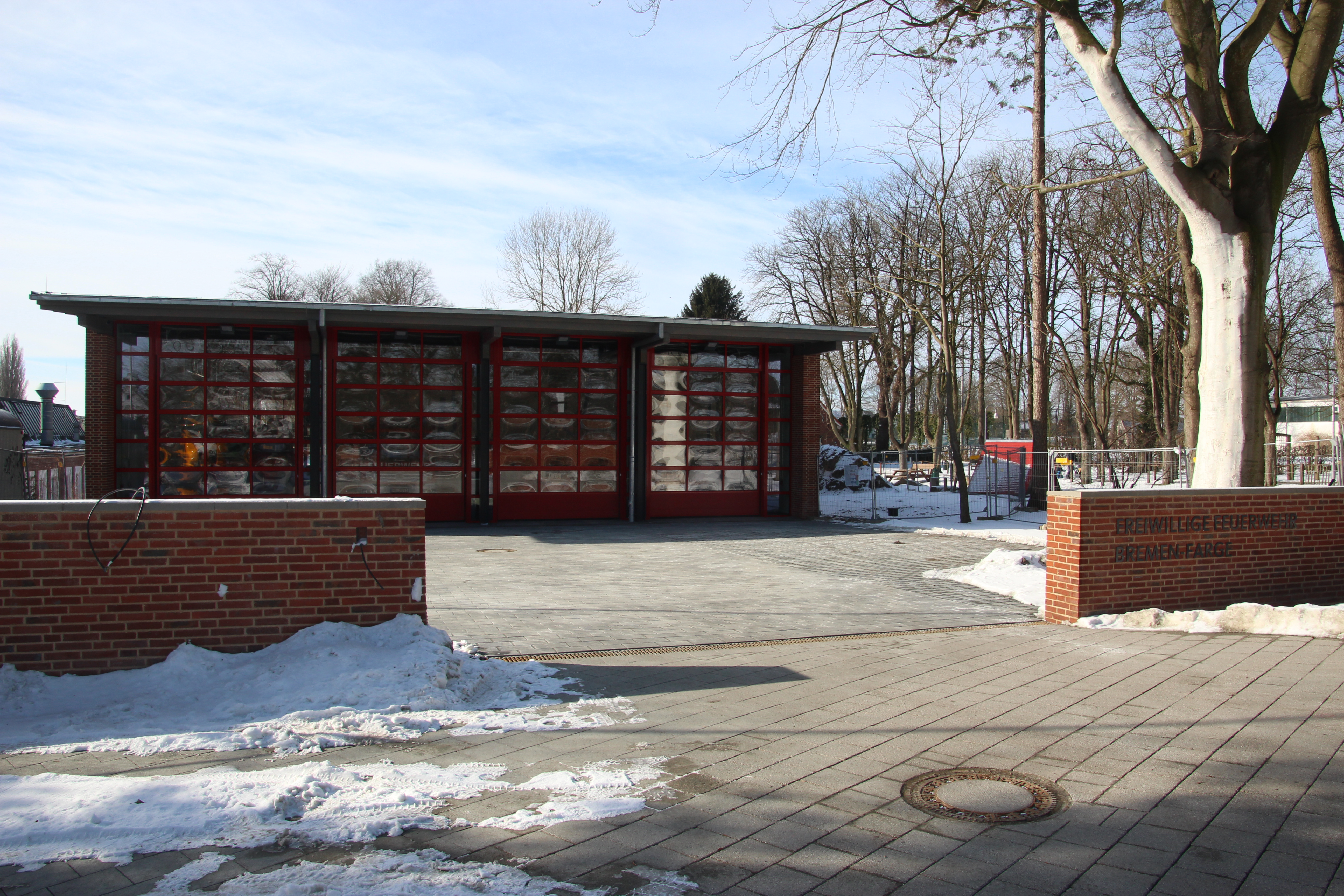
Freiwillige Feuerwehr Bremen-Farge (Neubau von 2021)

Die Farger Straße ist eine zentrale Erschließungsstraße in Bremen, Stadtteil Blumenthal, Ortsteil Farge. Sie führt in Ost-West-Richtung von der Dillener Straße bis zur Rekumer Straße nach Rekum.
Sie gliedert sich in die Teilbereiche
- Dillener Straße bis Bundesstraße 74n und
- Bundesstraße 74n bis Rekumer Straße.

Die Querstraßen und Anschlussstraßen wurden u. a. benannt als Dillener Straße nach der 1586 erwähnten Bezeichnung Auf dem Düllen für Neu Rönnebeck, An der Amtsweide nach einer Weide, die dem Amt gehörte, Alte Straße nach einem alten Weg, unbenannter Weg, Kapellenstraße nach einer ehemaligen Kapelle in St. Magnus, Wasserweg, der zur Weser führte, Bundesstraße 74n, Uppe Höchte = auf der Höhe, unbenannte Wege (2×), Wilhelmshavener Straße nach der Stadt, Koloniestraße nach den hier wohnenden englischen Kolonisten, unbenannter Weg, Betonstraße, die so von den Bürgern bezeichnet wurde, Witteborg (also weiße Burg), die im 13. Jahrhundert eine Zollstation an der Weser war und 1221 von Bremen zerstört wurde, Pötjerweg als Erinnerung an die Töpfer (= Pötjer) der Witteborger Steingutfabrik von 1852 bis um 1945, Versflether Weg nach dem in der Weser versunkenen Ort, der Grafschaft und der Burg als Zollstation, Hildeboldstraße 1957 nach dem Erzbischof von Bremen Hildebold von Wunstorf († 1273), Bernhardtring nach dem Vornamen, Johann-Kroog-Straße nach dem Politiker (SPD) und Mitglied der Bremischen Bürgerschaft (1877–1947) und Rekumer Straße nach dem Ortsteil zu dem sie führt; ansonsten siehe beim Link zu den Straßen.

## Geschichte

### Name
Die Farger Straße wurde nach dem Ortsteil Farge in Blumenthal benannt. Das niederdeutsche Wort Farge bedeutet Fähre, die auch heute noch existiert. Der Name ist erstmals im Jahr 1586 belegt.

### Entwicklung
Die Straße ist eine alte Wegeverbindung von Rönnebeck nach und in Farge.

Blumenthal ist Bremens nördlichster Stadtteil. Der Bremer Rat kaufte 1436 die Burg Blomendal mit der Vogtei und dem Gericht Blomendal. 1654 kam der Ort zum Herzogtum Bremen unter schwedischer Oberhoheit und 1715 zum Kurfürstentum Braunschweig-Lüneburg, später Kurfürstentum bzw. Königreich Hannover sowie 1866 als Provinz Hannover zum Königreich Preußen und 1939 zu Bremen.

Farge bestand als kleines Fährdorf bereits im 16. Jahrhundert. Die von den 1850er Jahren bis um 1914 rasch wachsende eigenständige Gemeinde gehörte zum Amt Blomendal bzw. Kreis Blumenthal. 1905 wurde die Kirche Rönnebeck-Farge gebaut und 1902 die Freiwillige Feuerwehr Farge gegründet.

### Verkehr
Die Straße ist auch die Bundesstraße 74. 2009 fand parallel zur Straße der Ausbau der Bundesstraße 74n zur Autobahn A270 statt.

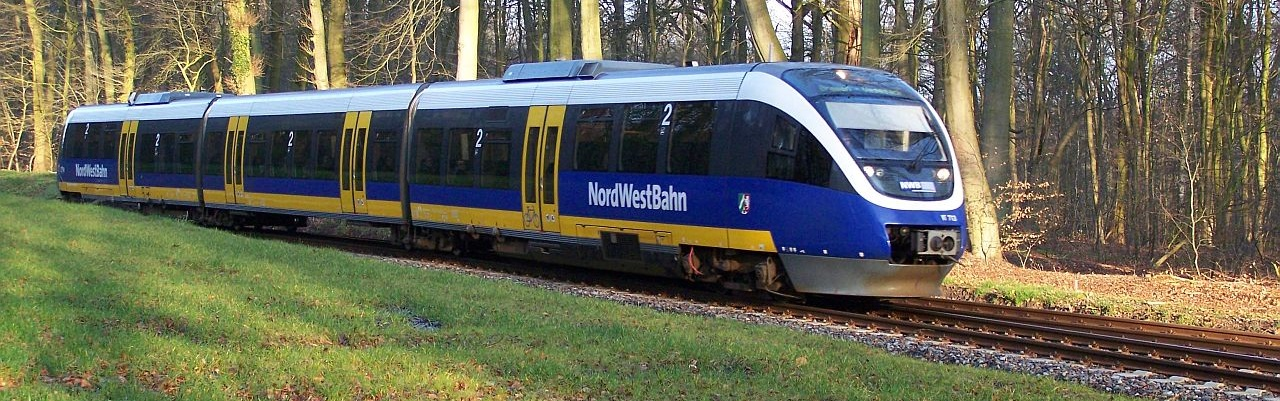
NordWestBahn Linie RS1

Die Regio-S-Bahn Bremen/Niedersachsen mit der Linie RS1 (Verden – Achim – Bremen Hbf – Burg – Vegesack – Farge) fährt seit 2011 zum Bahnhof Farge durch die NordWestBahn. 2007 bot diese Bahn bereits einen Vorlaufbetrieb auf der für den Personenverkehr reaktivierten Bahnstrecke Bremen-Farge–Bremen-Vegesack an, die seit 1888 bestand.
Im Nahverkehr in Bremen durchfährt die Buslinie 90 die Straße (Gröpelingen ↔ Neuenkirchen).

## Gebäude und Anlagen
An der Straße stehen überwiegend ein- und wenige zweigeschossige Wohnhäuser.
Bremer Baudenkmale
- Nr. 17/21 Kirche Rönnebeck-Farge: 1-gesch. Gemeindehaus mit 2-gesch. Giebelrisalit, Pastorenhaus sowie Hallenkirche mit oktogonalen Dachreiter der evangelisch reformierten Gemeinde Rönnebeck-Farge; Bauten von 1905 nach Plänen von August Abbehusen und Otto Blendermann mit Umbau und Verbindungsbau von 1962 nach Plänen von Schulze-Herringen; Glocke von 1796, Orgel von 1958, farbige Fenster von K. G. Rohde.[1]

Erwähnenswerte Gebäude und Anlagen
- Nr. 1: 1-gesch. verputztes älteres giebelständiges Wohnhaus mit Reetdach und Uhlenloch
- Nr. 15:  1-gesch. verputztes Wohnhaus von 1911 mit 2-gesch. Zwerchgiebel
- Nr. 17/21: Kirche s. oben
  - Dahinter An der Amtsweide: Kirchfriedhof, auch Farger Friedhof genannt, obwohl in Rönnebeck gelegen
- Wasserweg Nr. 23:  1-gesch. verputztes giebelständiges Wohnshaus mit Krüppelwalm und Reetdach
- Zwischen Nr. 32 bis 44: Grünland
- Nr. 42: 1-gesch. verputztes giebelständiges Wohnshaus mit Erker von um 1920/30
- Stromtrasse vom Kraftwerk Farge
- Zwischen Nr. 66 bis 100: Grün- und Ackerland; dahinter: ENGIE Kraftwerk Farge
- Nr. 99: 1-gesch. Einkaufszentrum
- Nr. 100: 1-gesch. verklinkerter Gasthof Zum grünen Jäger
- Betonstraße Nr. 3: Deutsche Post Filiale
- Nr. 103a: 1-gesch. verputztes Haus der Apotheke
- Nr. 109: 1-gesch. ehem. Bauernhaus mit Reetdach; heute Fuhrunternehmen
- Nr. 100 bis 115: Ortszentrum mit Geschäftshäusern
- Nr. 115: 2-gesch. neueres Wohn- und Geschäftshaus mit Filiale der Sparkasse Bremen
- Nr. 121: 1-gesch. Einkaufszentrum
- Nr. 127: 2- bis 4-gesch. Bahnhof Farge der S-Bahn mit der Linie RS 1 (Verden – Bremen Hbf – Brm-Farge)
- Nr. 134: 2021 eröffnetes Feuerwehrhaus der Freiwilligen Feuerwehr Bremen-Farge von 1902 und Polizeistation
  - Dahinter Bernhardtring 2: 1-gesch. Fabrikhallen mit Sheddächern u. a. der Spinnbau GmbH